# 志村知幸
志村 知幸（しむら ともゆき、1963年12月12日 - ）は、日本の声優、俳優。茨城県日立市出身。賢プロダクション所属。

## 略歴
茨城県立多賀高等学校卒業。
18歳の時に上京し、友人のアパートに居候し、英語の教材販売の会社のアルバイトをしていた。
俳優業中心だったころは演劇集団アクト青山、児雷也、劇団森羅万笑に所属していた。映画、テレビドラマ、舞台に出演していた。2000年代ごろから声優としてアニメや吹き替えに出演。
声優になるきっかけは劇団SWAT公演の舞台『緑の戦場』に同じく客演で出演していた矢尾一樹に出会ったからである。

## 人物
脇役を中心に青年から老人まで幅広く演じている。コミカルな演技を披露することもあり、兄貴分的なキャラクターも数多く演じている。
吹き替えでは主にニール・マクドノーを担当している。また黒人俳優を担当することも比較的多い。
特技は殺陣、乗馬、趣味はスキューバダイビング、フットサル、ルアーフィッシング。

## 出演
太字はメインキャラクター。

### テレビアニメ
2000年
- 銀装騎攻オーディアン（フェス、オペレーター、兵士、売り子、監視員、ジェネ）
- だぁ!だぁ!だぁ!（銀さん、ビシャちゃん、英語の先生、陸上部顧問、警官 他）
- はじめの一歩（2000年 - 2009年、試験官、観客、モーリス・ウェスト） - 2シリーズ
- 陽だまりの樹（福沢諭吉）
- ポケットモンスター（2000年 - 2001年、ジロウ、博士）
- 六門天外モンコレナイト（ドワーフの親方、狂戦士ミノタウロス）

2001年
- 犬夜叉（2001年 - 2004年、極楽鳥兄、村人、名主）
- オフサイド（有本監督）
- 学園戦記ムリョウ（宇宙人）
- ギャラクシーエンジェル（2001年 - 2004年、カーク、警察官、トラック協会会長、ラーメン屋のおやじ、悪役レスラー 他） - 4シリーズ
- 仰天人間バトシーラー（コガネコシノビ）
- サラリーマン金太郎（大男）
- The Soul Taker 〜魂狩〜（管制官）
- スターオーシャンEX（ウルルン）
- Z.O.E Dolores, i（テロリスト）
- それいけ!アンパンマン（2001年 - 2004年、クレヨンモンスター、タクトマン〈2代目〉）
- 逮捕しちゃうぞ SECOND SEASON（山本）
- 地球少女アルジュナ（所員C、隊員C）
- チャンス〜トライアングルセッション〜（講師）
- ナジカ電撃作戦
- パラッパラッパー（ボブジー先生）
- FF：U 〜ファイナルファンタジー:アンリミテッド〜（不毛B）
- HELLSING（ギャリス）

2002年
- 朝霧の巫女
- アソボット戦記五九（マリオ兄）
- 王ドロボウJING（キナ・リレー）
- キディ・グレイド（首相）
- GetBackers-奪還屋-（菱木竜童、辰川歳三、ヤクザ、男）
- 最終兵器彼女（ゴロー）
- デジモンフロンティア（トレイルモン〈バッファロー〉）
- ぱにょぱにょデ・ジ・キャラット（ブタボス、ホリック）
- ヒートガイジェイ（船乗りB、男A）
- ぴたテン（マスター、ひったくりの男）
- NARUTO -ナルト-（2002年 - 2005年、ヤジロベエ、クロバチ）

2003年
- 明日のナージャ（市場の主人、執事、警官）
- 宇宙のステルヴィア（ベン）
- WOLF'S RAIN（ジャガラの侍従）
- F-ZERO ファルコン伝説（2003年 - 2004年、マイケル チェーン、長官）
- GAD GUARD（作業員）
- ガンパレード・マーチ 〜新たなる行軍歌〜（来須銀河）
- コロッケ!（ツユダク、ドブロク、デンガク 他）
- 金色のガッシュベル!!（胸毛犬ウー、ツヴァイ）
- 魁!!クロマティ高校（2003年 - 2004年、マサ、坂本、藤本貴一 他）
- スクラップド・プリンセス（ユーマ）
- SPACE PIRATE CAPTAIN HERLOCK（兵士）
- DEAR BOYS（薬師丸元）
- TEXHNOLYZE（マル）
- デ・ジ・キャラットにょ（何か屋）
- デュエル・マスターズ（松平）
- ななか6/17（嵐山甚八）
- 鋼の錬金術師（2003年 - 2004年、ハイマンス・ブレダ、ドク）
- FIRESTORM（ウェズリー・グラント）
- フルメタル・パニック? ふもっふ（滝川、ヤクザA）
- まぶらほ（男A）
- 魔探偵ロキRAGNAROK（新山真澄）
- らいむいろ戦奇譚（秘密警察A）

2004年
- アストロボーイ・鉄腕アトム（安東）
- 宇宙交響詩メーテル 銀河鉄道999外伝（ボブ、機械化兵B）
- おじゃる丸（福引きのおじさん）
- かいけつゾロリ（トポル）
- 巌窟王（デピネー将軍〈フランツの父〉）
- KURAU Phantom Memory（ダグ）
- 絢爛舞踏祭 ザ・マーズ・デイブレイク（黒い渦潮船長）
- 攻殻機動隊 S.A.C. 2nd GIG（保安課主任）
- スウィート・ヴァレリアン（松原さん、社員A、モンスター、清里ひろし）
- スクールランブル（2004年 - 2006年、天王寺昇、デスゲート）
- 蒼穹のファフナー（A計画スタッフ）
- DAN DOH!!（横田健吾、田崎壇三、河合プロ 他）
- 爆裂天使（売人）
- 光と水のダフネ -DAPHNE IN THE BRILLIANT BLUE-（高橋亮介、海洋庁長官）
- モンキーターンV（小泉医師）
- 焼きたて!!ジャぱん（青柳）

2005年
- IGPX（デマー）
- あかほり外道アワーらぶげ（プロデューサー）
- 頭文字D Fourth Stage（元暴走族リーダー）
- 強殖装甲ガイバー（ゼクトール）
- CLUSTER EDGE（副官）
- 交響詩篇エウレカセブン（ジョブス）
- JINKI:EXTEND（西原泰行、隊長）
- スターシップ・オペレーターズ（ピーター・スパイクス）
- ゾイドジェネシス（ダッタ）
- トランスフォーマー ギャラクシーフォース（ガードシェル）
- BUZZER BEATER（タトゥー）
- フタコイ オルタナティブ
- BLACK CAT（掃除屋）
- BLEACH（横ちん）
- まじめにふまじめ かいけつゾロリ（2005年 - 2006年、トポル、イエティ）
- MÄR-メルヘヴン-（ガイラ、オルコ、ガルー、矢沢先生、ゲイレルル王、占い師）
- 雪の女王（スズの兵隊、イエッパ）
- ロックマンエグゼ シリーズ（2005年 - 2006年、クラウドマン、ゾアノクラウドマン） - 2シリーズ

2006年
- あまえないでよっ!!喝!!（さくらの父）
- いぬかみっ!（新婦マッチョ）
- エア・ギア（徳俵権蔵）
- ガラスの艦隊（フォルンツァ）
- 銀魂（2006年 - 2018年、ウンケイ、泥水次郎長〈青年時代〉）
- 結界師（2006年 - 2008年、黒須、一刀斉）
- ケモノヅメ（谷川、すすり）
- ザ・サード 〜蒼い瞳の少女〜（ブルー・ブレイカー）
- 地獄少女（村長）
- 獣王星（ユウキ）
- すもももももも 地上最強のヨメ（日体大吾郎、ホッキョクグマ）
- ゼロの使い魔（ジャン・ジャック・フランシス・ド・ワルド）
- TOKYO TRIBE2（2006年 - 2007年、シロー、ユッケ）
- パンプキン・シザーズ（コネリー）
- 姫様ご用心（ヒグマ怪人）
- ふたりはプリキュア Splash Star（星野健吾）
- Project BLUE 地球SOS（トレーシーJr.）
- よみがえる空 -RESCUE WINGS-（小坂隆）
- ラブゲッCHU 〜ミラクル声優白書〜（鍵本兼）
- 流星のロックマン（2006年 - 2008年、五陽田ヘイジ） - 2シリーズ

2007年
- エル・カザド（警官B）
- かみちゃまかりん（九条の声）
- 機動戦士ガンダム00（外務次官）
- GR-GIANT ROBO-（ヴァランギャン少佐）
- DARKER THAN BLACK -黒の契約者-（齋藤雄介）
- D.Gray-man（バーバ）
- Devil May Cry（クラウド、店主）
- ハヤテのごとく!（2007年 - 2009年、サンタ、黒服、屋台のオヤジ、三千院家SP、おじさん 他） - 2シリーズ
- REIDEEN（ジャラスカ、植村司令官）
- レ・ミゼラブル 少女コゼット（市場のオヤジ）
- 湾岸ミッドナイト（山本和彦）

2008年
- アリソンとリリア（軍曹）
- ウルトラヴァイオレット コード044（仲間の男）
- かのこん（店主）
- 鉄のラインバレル（デミトリー・マガロフ、高官）
- ゴルゴ13（信者）
- 西洋骨董洋菓子店 〜アンティーク〜（酔っ払いの男）
- TYTANIA -タイタニア-（モロー将軍）
- ドルアーガの塔 〜the Aegis of URUK〜（マーフ）
- 二十面相の娘（艦長）
- ネットゴーストPIPOPA（秋川健太、営業マン、不動産屋）
- はっけん たいけん だいすき!しまじろう（バルーンおじさん）
- バトルスピリッツ 少年突破バシン（スピちゃん / パパナビ、ウチュウチョウテン王 / 馬神トーハ）
- ペンギンの問題（2008年 - 2010年、嵐山先生、岡本デイブ、観光客、男、父 他） - 2シリーズ
- 北斗の拳 ラオウ外伝 天の覇王（ジライ）
- 魔人探偵脳噛ネウロ（筆安警部）
- 無限の住人（研師）
- Mnemosyne-ムネモシュネの娘たち-（中山専務、メリー）
- もっけ（山本）
- モノクローム・ファクター（田上豪造）
- ワールド・デストラクション 〜世界撲滅の六人〜（食堂店主、店主）

2009年
- DARKER THAN BLACK -流星の双子-（齋藤雄介）
- NARUTO -ナルト- 疾風伝（2009年 - 2013年、岩忍カッコウ、ジャコ、連合の忍）
- 鋼の錬金術師 FULLMETAL ALCHEMIST（2009年 - 2010年、ジェルソ、警備兵、イシュヴァール人A）
- Phantom 〜Requiem for the Phantom〜（梧桐大輔）
- ミラクル☆トレイン〜大江戸線へようこそ〜（姫乃の父）
- 名探偵コナン（2009年 - 2017年、医者、青梅岳道、車掌、任田甚輔、細貝洋三）

2010年
- アイアンマン（増田イチロー）
- SDガンダム三国伝 BraveBattleWarriors（程昱ワイズワラビー）
- 学園黙示録 HIGHSCHOOL OF THE DEAD（男）
- kiss×sis（父）
- こばと。（魚屋）
- GIANT KILLING（ゼウベルト）
- RAINBOW-二舎六房の七人-（看守）

2011年
- イナズマイレブンGO（近藤啓士）
- うさぎドロップ（日高）
- ギルティクラウン（グエン少佐）
- GOSICK -ゴシック-（ルパート・ド・ジレ）
- NO.6（清掃員）
- バクマン。（2011年 - 2013年、中井巧朗） - 3シリーズ
- みつどもえ 増量中!（ショッタ、吉岡純次）

2012年
- スマイルプリキュア!（ウルフルン / ウルルン）
- ダンボール戦機W（荷役）
- マギ（Sナンド）
- リトル・チャロ〜東北編〜（飛車の駒、ライデン）

2013年
- 義風堂々!! 兼続と慶次（本多忠勝）
- 進撃の巨人（キッツ・ヴェールマン）
- ステラ女学院高等科C3部（師匠）
- 絶園のテンペスト（男B）
- 東京レイヴンズ（土御門鷹寛）
- よんでますよ、アザゼルさん。Z（ふなこし）

2014年
- キャプテン・アース（渋谷）
- テンカイナイト（グレンの父）
- 東京ESP（仏田組組員A）
- 七つの大罪（ダナ）
- パックワールド（オデュルール保安長官）

2015年
- 赤髪の白雪姫（ハルカ侯爵）
- うしおととら（2015年 - 2016年、作業員B、黒炎B）
- 血界戦線（アーティ）
- 進撃!巨人中学校（キッツ）
- ナノ・インベーダーズ（フォーエイト）
- Fate/kaleid liner プリズマ☆イリヤ ツヴァイ ヘルツ!（嶽間沢豪兎）

2016年
- 機動戦士ガンダムUC RE:0096（ヘルム・コンバース）
- エンドライド（領主）
- orange（中野先生）
- 甲鉄城のカバネリ（板垣）
- ジョジョの奇妙な冒険 ダイヤモンドは砕けない（虹村形兆）
- ディバインゲート（パブロフ）
- ドリフェス!（重田茂之）
- ドリフターズ（グ＝ビンネン通商兵隊長）

2017年
- CHAOS;CHILD（佐久間恒）
- スナックワールド（シンデレラ隊長）
- モンスターハンター ストーリーズ RIDE ON（ゲントラス）
- 異世界食堂（2017年 - 2021年、ガルド） - 2シリーズ
- 牙狼〈GARO〉-VANISHING LINE-（隊長）
- 将国のアルタイル（ヴィンケルマン）

2018年
- うちのウッチョパス（アニキ）
- 銀河英雄伝説 Die Neue These 邂逅（キルヒアイスの父）
- BANANA FISH（グレゴリー）
- イナズマイレブン アレスの天秤（剛陣正辰） - 2シリーズ
- ラディアン（2018年 - 2019年、司会）
- 転生したらスライムだった件（2018年 - 2024年、リザードマンの首領→アビル） - 2シリーズ
- 青春ブタ野郎シリーズ（2018年 - 2025年、咲太父） - 2シリーズ

2019年
- 文豪ストレイドッグス（GSS、GSS A）
- おしりたんてい（2019年 - 2020年、からすだひかる）

2020年
- ちはやふる3（ディレクター）
- BORUTO-ボルト- NARUTO NEXT GENERATIONS（まどかイッキュウ）
- GO!GO!アトム
- イエスタデイをうたって（教師）
- 炎炎ノ消防隊 弐ノ章（聖陽の影 隊長）
- アクダマドライブ（おじさん）
- 忍たま乱太郎（2020年 - 2022年、職人、野武士B、サンコタケ忍者B）
- 100万の命の上に俺は立っている（2020年 - 2021年、ヤクザ） - 2シリーズ

2021年
- SK∞ エスケーエイト（松村〈松村警視〉）
- 回復術士のやり直し（オーク）
- パズドラ（番組ナレーション）
- もっと!まじめにふまじめ かいけつゾロリ（駅長）
- ポケットモンスター（ホウジのおじさん）
- 転生したらスライムだった件 転スラ日記（アビル）
- ゴジラ S.P ＜シンギュラポイント＞（松原美保）
- 僕のヒーローアカデミア（硝子を操るヴィラン）
- ルパン三世 PART6（レストレード）

2022年
- ヴァニタスの手記（クロエの父）
- 名探偵コナン ゼロの日常（風見の部下）
- クレヨンしんちゃん（2022年 - 2023年、中年男性、男性、ドラマの男性）
- Do It Yourself!! -どぅー・いっと・ゆあせるふ-（くれいの父）
- BLEACH 千年血戦篇（2022年 - 2023年、麒麟寺天示郎） - 2シリーズ
- デジモンゴーストゲーム（ケルベロモン）

2023年
- REVENGER（安曇屋）
- デッドマウント・デスプレイ（陣場）
- 天国大魔境（船客）
- はめつのおうこく（囚人）

2024年
- 勇気爆発バーンブレイバーン（トーマス・J・プラムマン）
- ダンジョン飯（デルガル）
- 火狩りの王（乗員）
- Lv2からチートだった元勇者候補のまったり異世界ライフ（国王）
- 怪獣8号（保科の上官）
- NINJA KAMUI（ボス忍者）
- 【推しの子】（金田一敏郎）
- ばいばい、アース（カシス）
- 魔王軍最強の魔術師は人間だった（将軍）

2025年
- 青の祓魔師 終夜篇（浮図テオ）
- ふたりソロキャンプ（厳の父、ナレーション）

### 劇場アニメ
2001年
- ピカチュウのドキドキかくれんぼ（ドンファン）
- メトロポリス

2002年
- 千年女優

2005年
- 劇場版 NARUTO -ナルト- 大激突!幻の地底遺跡だってばよ（砂の忍）
- 劇場版 鋼の錬金術師 シャンバラを征く者（ハイマンス・ブレダ）

2006年
- トップをねらえ! 劇場版（技師）

2007年
- ストレンヂア 無皇刃譚（磯貝）
- ベクシル 2077日本鎖国（ナレーション）

2009年
- 劇場版ペンギンの問題 幸せの青い鳥でごペンなさい（嵐山先生）

2010年
- おまえ うまそうだな（グオー）

2011年
- トワノクオン（技術チーフ）

2013年
- サカサマのパテマ（地底人A）
- ルパン三世VS名探偵コナン THE MOVIE（警官隊）

2016年
- 名探偵コナン 純黒の悪夢（公安）

2017年
- 夜明け告げるルーのうた（フグ田）
- きみの声をとどけたい（行合鉄男）

2018年
- 名探偵コナン ゼロの執行人（部下）
- 劇場版 はいからさんが通る 後編 〜花の東京大ロマン〜（司会）

2019年
- PSYCHO-PASS サイコパス Sinners of the System Case.3「恩讐の彼方に＿＿」（キンレイ・ドルジ）
- 青春ブタ野郎はゆめみる少女の夢を見ない（咲太父）

2022年
- 名探偵コナン ハロウィンの花嫁（公安A）

2023年
- 青春ブタ野郎はおでかけシスターの夢を見ない（咲太の父）

2025年
- 映画おしりたんてい スター・アンド・ムーン（かいとうK）

### OVA
2001年
- 頭文字D Extra Stage インパクトブルーの彼方に…（宮原）

2002年
- ゲートキーパーズ21（赤服）
- 私立荒磯高等学校生徒会執行部（室田俊彦）
- ふたりエッチ（秘書課長、店長）
- マクロス ゼロ（パイロットC、パイロット）

2003年
- アクエリアンエイジSagaII〜Don't forget me…〜（ハンニバル軍指揮官）
- とらいあんぐるハート 〜Sweet Songs Forever〜（ジェフリー・レイ）
- ななか6/17（嵐山甚八）

2004年
- トップをねらえ2!（調査員A）

2005年
- いちご100% -さわやかペンションクライシス〜オーナーに気をつけろ! 編-（式部）
- 魔女っ娘つくねちゃん（市長）

2006年
- 水木しげるの妖怪ワールド 恐山物語 (運転手）

2007年
- ストレイト・ジャケット（グレイ）

2008年
- kiss×sis（父）
- やなせたかしメルヘン劇場 いねむりおじさん（死神族の料理長）

2009年
- 聖闘士星矢 THE LOST CANVAS 冥王神話（スタンド）

2010年
- 機動戦士ガンダムUC（ヘルム・コンバース）

2014年
- ファンタジスタ ステラ（陸奥武彦）※コミックス第8・9巻DVD付き限定版

### Webアニメ
- ポケモンジェネレーションズ（2017年、ヴィオ）
- 衛宮さんちの今日のごはん（2018年、柳洞零観）
- HERO MASK（2018年、フレッド・ファラデー[31]）
- 無限の住人-IMMORTAL-（2019年、研ぎ師）
- ぶらどらぶ（2021年、専任）
- サイバーパンク エッジランナーズ（2022年、エヴァンス）
- T・Pぼん（2024年、山本）

### ゲーム
2001年
- Apocripha/0
- 犬夜叉（極楽鳥）
- ギガウイング2（ラルゴ＝ガイゼル） - ドリームキャスト版
- グローランサーII（ウォルフガング）
- グローランサーIII（クライヴ）
- ルナ・ウイング 〜時を越えた聖戦〜
- 湾岸ミッドナイト（山本和彦、園田順）

2002年
- アンリミテッド:サガ（ヌアージ）

2003年
- 最終兵器彼女（ゴロー、兵士1）
- THE 地球防衛軍（隊長）
- サムライスピリッツ零（萬三九六）
- 北斗の拳 激打3 〜タイピング百裂拳〜（ファルコ）

2004年
- 宇宙のステルヴィア（船長）
- 幻想水滸伝IV（リノ・エン・クルデス）
- デカボイス

2005年
- THE 地球防衛軍2（隊長）
- 鋼の錬金術師3 神を継ぐ少女（ハイマンス・ブレダ）
- 魔探偵ロキRAGNAROK 魔妖画 〜失われた微笑〜（新山真澄）
- メルヘヴン ARM FIGHT DREAM（オルコ）
- 義経英雄伝修羅（今井四郎兼平）
- Rhapsodia（リノ・エン・クルデス）

2006年
- ファイナルファンタジーXII
- みんなのテニス（ウィル）
- ワイルドアームズ ザ フィフスヴァンガード（グレッグ・ラッセルバーグ）

2007年
- アンチャーテッド エル・ドラドの秘宝
- 召喚少女 〜ElementalGirl Calling〜（カイザー）

2008年
- アユマユ オルタネイティヴ（月詠芭空）
- ルミナスアーク2 ウィル（レンドル、バルバ）

2009年
- 暗闇の果てで君を待つ（綿貫聡）
- 鉄のラインバレル（デミトリー・マガロフ）
- マグナカルタ2

2010年
- HEAVY RAIN 心の軋むとき（トロイ）

2011年
- コール オブ デューティ モダン・ウォーフェア3（ワラーベ）
- 二ノ国 白き聖灰の女王（シャザール）
- ファイナルファンタジー零式（フィールドボイス）

2012年
- アサシン クリード III レディ リバティ（ルション）
- 機動戦士ガンダムUC（ヘルム・コンバース） - PS3版
- 第2次スーパーロボット大戦Z 再世篇（FB団員）
- Phantom -PHANTOM OF INFERNO-（梧桐大輔） - Xbox 360版

2013年
- God of War: Ascension
- Dragon's Dogma DARK ARISEN
- ライトニング リターンズ ファイナルファンタジーXIII

2014年
- Fate/hollow ataraxia（柳洞零観） - PS Vita版

2015年
- コール オブ デューティ ブラックオプス3（ジャック・ヴィンセント）

2016年
- 進撃の巨人（キッツ・ヴェールマン）

2017年
- バイオハザード7 レジデント イービル（アンドレ・スティックランド）
- ホライゾン ゼロ・ドーン（オーリン）
- グランブルーファンタジー（2017年 - 2024年、リュミエール聖王、ザ・ムーン、アルハリード）
- Destiny 2（オシリス）

2018年
- 進撃の巨人2（キッツ・ヴェールマン）
- レゴ インクレディブル・ファミリー（Mr. インクレディブル / ロバート〈ボブ〉・パー）

2020年
- 東京放課後サモナーズ（クトゥグァ、エニグマ、ロキ）
- ジョジョのピタパタポップ（虹村形兆）

2021年
- モンスターハンターストーリーズ2 〜破滅の翼〜（ダウル）

2022年
- 鋼の錬金術師 MOBILE（ジェルソ）

2023年
- ジョジョの奇妙な冒険 オールスターバトルR（虹村形兆） - DLC追加キャラクター

2024年
- BLUE PROTOCOL（カーヴェインの父）
- ユニコーンオーバーロード（モラード）
- ライブ・ア・ヒーロー!（シデマス）

### ドラマCD
- イースVIIプロローグ ドラマCD 〜綴られざる冒険譚〜（Ys SEVEN初回限定版付録）（グエン）
- Weiß kreuz Wish A Dream collection I Flower of spring（クマさん）
- 桜蘭高校ホスト部（野武）
- カオシックルーン（作間ケイタロウ）
- ギャラクシーエンジェル スペシャルCD（牛、牛ボス）
- 高機動幻想ガンパレード・マーチ 新たなる行軍歌（来須銀河）
- KIRAI（花田雄一郎）
- 最終神話戦争イデアオペラ オリジナルドラマCD 第2章 彷徨う冥界の扉（アポロン）
  - 最終神話戦争イデアオペラ オリジナルドラマCD 第3章 輝ける悠遠の女神（アポロン）
- 魁!!クロマティ高校 特別編（不良）
- 私立荒磯高等学校生徒会執行部（室田）
- スクラップド・プリンセス（暗殺者）
- とらいあんぐるハート'S サウンドステージ（ジェフリー・レイ）
- VitaminX デイドリームビタミン1〜あの日の約束〜（衣笠の後輩）
- ピューと吹く!ジャガー ジャガージュン市のオールナイト昼（パブロフ）
- ラジオドラマCD 金のギャラクシーエンジェル（男A）
- ラジオドラマCD 銀のギャラクシーエンジェル（斉藤）
- よろず屋東海道本舗（志摩の父親）

### BLCD
- アンバランスな熱（静香）
- 蒼い海に秘めた恋（ロアン）
- イエスかノーか半分か（設楽）
- 俺様レジデンス-有栖川 VS 西園寺-（西園寺龍太郎）
- コイ茶のお作法（舟渡豪）
- 白の彼方へ（ツルギ）
- 執事の特権（島津）
- 慈雨（有隆の父）
- ひそやかな情熱3 情熱の飛沫（赤坂寿修）
- プリティ ベイビィ2（小太郎の父）
- 封殺鬼VII 〜修羅の降る刻〜（熊童子）
- ボーダー・ライン（久保田）
- WORK in ワーキン（花ちゃん）

### ラジオドラマ
- 薔薇のマリア〜サンランド無統治王国王立放送局（2006年、ピンパーネル）

### デジタルコミック
- VOMIC トリコ（2009年、ゾンゲ）
- それでも町は廻っている（2013年、真田勇司）

### 吹き替え

#### 担当俳優
エドガー・ラミレス
- YESデー ～ダメって言っちゃダメな日～（カルロス・トレス）
- バンテージ・ポイント（ハビエル）
- ラストデイズ・オブ・アメリカン・クライム（グラハム・ブリック）

デニス・オヘア
- グッド・ワイフ（チャールズ・アバーナシー判事）
  - グッド・ファイト（チャールズ・アバーナシー判事）

- トゥルーブラッド（ラッセル・エジントン）

ニール・マクドノー
- アローバース（ダミアン・ダーク）
  - ARROW/アロー
  - THE FLASH/フラッシュ
  - レジェンド・オブ・トゥモロー

- キル・ゲーム（サミュエル・レインズフォード）
- ヒッチャー（エストリッジ警部）
- マーベル・シネマティック・ユニバース（ティモシー・“ダム・ダム”・デューガン）
  - キャプテン・アメリカ/ザ・ファースト・アベンジャー
  - エージェント・オブ・シールド
  - エージェント・カーター
  - ホワット・イフ...?
  - マーベル・ワンショット

ハロルド・ペリノー
- クリミナル・マインド12 FBI行動分析課（カルバン・ショウ）
- CSI:ニューヨーク6 #19（レジー・ティフォード）
- LOST（マイケル・ドーソン）

ボキーム・ウッドバイン
- オーヴァーロード（レンシン軍曹）※海外盤ソフト版
- 月影の下で（マドックス）
- FARGO/ファーゴ シーズン2（マイク・ミリガン）

ルイス・ファン
- イップ・マン 序章（カム・サンチャウ）
- イップ・マン 葉問（カム・サンチャウ）
- イップ・マン 誕生（イップ・ティンチー）

#### 映画（吹き替え）
- アーマード 武装地帯（タイ・ハケット〈コロンバス・ショート〉）
- アイス・ツイスター（デイモン〈アレックス・ザハラ〉）
- アイリッシュマン（ジョン・マッカロー 他）
- 新しい夫婦の見つけ方（ティム〈ジェイク・ジョンソン〉）
- アドベンチャーランドへようこそ（コンネル〈ライアン・レイノルズ〉）
- ANNIE/アニー（にせパパ〈ドリアン・ミシック〉[41]）
- アメリカン・ガン
- アメリカン・スナイパー（ドーバー〈ケビン・ラーチ〉）
- アルティメット（ダミアン〈シリル・ラファエリ〉）
- アルティメット2 マッスル・ネバー・ダイ（ダミアン〈シリル・ラファエリ〉）
- ある日モテ期がやってきた（カム〈ジェフ・スタルツ〉）
- アルビン/歌うシマリス3兄弟
- アンカット・ダイヤモンド（フィル）
- アンダーワールド: エボリューション
- アントマン
- アントマン&ワスプ:クアントマニア
- イギリスから来た男
- E.T. ※DVD版
- イメージ・オブ・ユー（デヴィッド〈ネスター・カーボネル〉）
- インディ・ジョーンズ/魔宮の伝説（ウェバー〈ダン・エイクロイド〉）※WOWOW・テレビ朝日版
- インファナル・ディパーテッド（ダーク）
- インヒアレント・ヴァイス（ミッキー〈エリック・ロバーツ〉、タリク・カーライル〈マイケル・ケネス・ウィリアムズ〉）
- THE INFORMER/三秒間の死角（モンゴメリー〈クライヴ・オーウェン〉）
- インフォーマント!（ミック・アンドレアス）
- インモータルズ -神々の戦い-（ダレイオス〈アラン・ヴァン・スプラング〉）
- ウィング・コマンダー
- ウェス・クレイヴン's カースド（ジェイク〈ジョシュア・ジャクソン〉）
- ヴェノム（トリース〈スコット・ヘイズ〉[42]）
- 宇宙戦争（フリオ〈ユル・バスケス〉）
- ウォー・ドッグス
- ウルヴァリン:SAMURAI（赤ひげの男）
- エイミー、エイミー、エイミー! こじらせシングルライフの抜け出し方（スティーヴン〈ジョン・シナ〉）
- 英雄の条件
- エクトプラズム 怨霊の棲む家（ピーター・キャンベル〈マーティン・ドノヴァン〉）
- X-MEN:フューチャー&パスト（サンダース）
- エネミーオブUSA（ジョン・リード〈エドワード・バーンズ〉）
- エリザベスタウン（ジェシー〈ポール・シュナイダー〉）
- エンジェル ウォーズ（ブルー・ジョーンズ〈オスカー・アイザック〉）
- エンダーのゲーム（ジョン・ウィギン〈ジョン・ポール・ウィッギン〉）
- オーシャン・オブ・ファイヤー
- オー！マイDJ
- 大いなる陰謀（アーリアン・フィンチ〈デレク・ルーク〉）
- オクトパス（ブリックマン〈リッコ・ロス〉）※ソフト版
- オデッセイ（ビンセント・カプーア〈キウェテル・イジョフォー〉）
- お!バカんす家族（イーサン〈ロン・リビングストン〉、ユタの警官）
- 俺たちダンクシューター（ビー・ビー）
- 終わりで始まりの4日間
- 彼女は夢見るドラマ・クイーン（パーティーのドアマン）
- 華麗なるギャツビー（アンリ〈フェリックス・ウィリアムソン〉）
- 監獄の首領（イクホ〈ハン・ソッキュ〉）
- 完全犯罪クラブ
- 奇跡の歌（トミー〈デヴィッド・ヴァディム〉）
- 凶悪海域/シャーク・スウォーム（フィリップ・ワイルダー〈ローク・クリッチロウ〉）
- キンキーブーツ（ドン〈ニック・フロスト〉）
- クイーン&スリム（シェパード〈フリー〉）
- グッド・ドクター 禁断のカルテ（ウェイランズ医師〈ロブ・モロー〉）
- グラディエーター ※ソフト版
- グラディエーターII 英雄を呼ぶ声（ユーグルタ〈ピーター・メンサー〉[43]）
- グランパ・ウォーズ おじいちゃんと僕の宣戦布告（アーサー〈ロブ・リグル〉）
- グリーン・ホーネット（男性記者1）
- グローリー・ロード
- グロムバーグ家の人々
- GAMER（ブラザー〈クリス・“リュダクリス”・ブリッジス〉）
- ゲーム・オブ・デス（ザンダー〈ゲイリー・ダニエルズ〉）
- ゲット!マイライフ（コンラッド・ショーン・ルイス〈ポール・スパークス〉[44]）
- ゲット・ラッキー（セバスチャン〈クレイグ・フェアブラス〉）
- ゴーストライター（シドニー・クロール〈ティモシー・ハットン〉）
- 恋するインターン（マイカ〈マイケル・レイディ〉）
- 恋のスラムダンク
- 紅海リゾート -奇跡の救出計画-（ジェイク）
- コラテラル・ダメージ ※フジテレビ版
- 殺しのセレナーデ（エドゥ〈ホルヘ・サンス〉）
- 殺し屋チャーリーと6人の悪党（ネイサン〈サリバン・ステイプルトン〉）
- コロニー5（メイソン〈ビル・パクストン〉）
- コントラクト（ルシファー〈ミゲル・デル・アルコ〉）
- search/#サーチ2（ジェームズ〈ティム・グリフィン（英語版）〉[45]）
- 最高の人生の見つけ方（ホリンズ医師〈ロブ・モロー〉）※ソフト版
- 最'狂'絶叫計画（ジョン・ウィルソン〈D・L・ヒューリー〉、サイヤマン〈アジェイ・ナイデュ〉）
- ザ・インタープリター
- ザ・ギャンブラー/熱い賭け（ネヴィル・バラカ〈マイケル・ケネス・ウィリアムズ〉）
- ザ・サークル（ヴィニー・ホランド〈ビル・パクストン〉）
- ザ・バンク 堕ちた巨像（オーネラル）
- THE ICEMAN 氷の処刑人（リチャード・ククリンスキー〈マイケル・シャノン〉）
- 猿の惑星: 新世紀（テリー）
- ザ・レジェンド（皇帝）
- G.I.ジョー バック2リベンジ（シップレック）
- 幸せのレシピ（DRバートン）
- ジャックと天空の巨人（ジャックの父[46]）
- シャッター アイランド（チャック・オール〈マーク・ラファロ〉）
- シャドー・チェイサー（マーティン・ショー〈ブルース・ウィリス〉）
- 呪怨 ザ・グラッジ3（マックス）
- ジュラシック・ワールド（スコット・ミッチェル〈アンディ・バックリー〉）※日本テレビ版
- ジョーカー（ホイト〈ジョシュ・パイス〉[47]）
- 新少林寺/SHAOLIN（浄能〈ウー・ジン〉）
- 人生はビギナーズ（アンディ〈ゴラン・ヴィシュニック〉）
- スー・チーのSEX&禅（ティッ・ジョントン〈鉄中棠〉〈ベン・ン〉）
- スーパーマン（スティーブ・ロンバード〈ベック・ベネット〉[48]）
- スクランブル（マックス・クレンプ〈クレーメンス・シック〉）
- スノーホワイト[49]
- すべてはその朝始まった（デクスター〈イグジビット〉）
- スマーフ（農民スマーフ）
- スマーフ2 アイドル救出大作戦!（農民スマーフ）
- スモーキン・エース/暗殺者がいっぱい（リチャード・メスナー〈ライアン・レイノルズ〉）
- 300 〈スリーハンドレッド〉 〜帝国の進撃〜（海軍指揮官）
- スリザー（ハンク〈ジェームズ・ガン〉）
- スローターハウス・ルールズ（バット〈マイケル・シーン〉[50]）
- 世界侵略: ロサンゼルス決戦（ウィリアム・マルティネス少尉〈ラモン・ロドリゲス〉）
- 隻眼の虎（ク・ギョン〈チョン・マンシク〉）
- センター・オブ・ジ・アース2 神秘の島（ツアーガイド）
- セントアンナの奇跡（オブリー・スタンプス二等軍曹〈デレク・ルーク〉）
- ソウルガールズ（マイロン・リッチー）
- ゾディアック（デイブ・トースキー捜査官〈マーク・ラファロ〉）
- Crouching Tiger Hidden Dragon: ソード・オブ・デスティニー（アイアンクロウ〈ロジャー・ユアン〉）
- ダークタワー（ガンスリンガー / ローランド・デスチェイン〈イドリス・エルバ〉）
- ダークナイト（グランピー〈ダニー・ゴールドリング〉）※テレビ朝日版
- ダークナイト ライジング（CIA捜査官〈エイダン・ギレン〉）
- ターザン:REBORN（ムール大尉〈ベン・チャップリン〉[51]）
- 大統領の執事の涙（カーター・ウィルソン〈キューバ・グッディング・ジュニア〉）※ソフト版
- ダイ・ハード（エリス〈ハート・ボックナー〉）※テレビ朝日版追加録音部分
- タイム・トゥ・ラン（コックス〈デイヴ・バウティスタ〉）
- ダ・ヴィンチ・コード（DCPJ技術者）※劇場公開版
- ダニー・ザ・ドッグ ※テレビ東京版
- チェイサー（ギル刑事）
- 父親たちの星条旗（アイラ・ヘイズ〈アダム・ビーチ〉）
- チャーリー・モルデカイ 華麗なる名画の秘密（エミル・ストラーゴ〈ジョニー・パスヴォルスキー〉）
- チャンピオン 明日へのタイトルマッチ（ピート〈テイマー・ハッサン〉）
- 沈黙の逆襲（ヴィクター〈リオ・アレクサンダー〉）
- デアデビル ディレクターズ・カット版（ダンテ・ジャクソン〈クーリオ〉）
- DCエクステンデッド・ユニバース
  - スーサイド・スクワッド（クリストファー・ワイス / スリップノット〈アダム・ビーチ〉）
  - ザ・フラッシュ（ヘンリー・アレン〈ロン・リビングストン〉[52]）
- デイ・アフター・トゥモロー（サイモン〈エイドリアン・レスター〉、バート）※ソフト版
- デューン 砂の惑星PART2（バシャール〈スティーブ・ウォール〉[53]）
- トータル・リコール（副官）
- ドッジボール（チャック・ノリス）
- トム・ヤム・クン!（ヴィンセント〈ダミアン・デ・モンテマス〉）
- トランスフォーマー（ホルヘ・フィゲロア〈アマウリー・ノラスコ〉）
- トランスフォーマー/ロストエイジ（傭兵1）
- ドリンキング・バディーズ 飲み友以上、恋人の未満の甘い方程式（ルーク〈ジェイク・ジョンソン〉）
- ドルフ・ラングレン ザ・リベンジャー
- ドレスデン・ファイル（モーガン〈コンラッド・コーツ〉）
- トロピック・サンダー/史上最低の作戦（コディ〈ダニー・マクブライド〉）
- トワイライト 特別篇（ローラン〈エディ・ガテギ〉）※日本テレビで放映
- ネバー・セイ・ダイ
- ニューイヤーズ・イブ（ブレンダン〈クリス・“リュダクリス”・ブリッジス〉）
- ハード・クライム（ペレリ〈ボビー・カナヴェイル〉）
- パーフェクト・ゲッタウェイ（ケイル〈クリス・ヘムズワース〉）
- バイオソルジャー（スキフ）
- パイレーツ・ロック（ジョン）
- バスティオン36（サミ・ベルカイム）
- パッドマン 5億人の女性を救った男（ラクシュミ〈アクシャイ・クマール〉[54]）
- バッファロー・ドリーム（カイル）
- ハッピーエンドが書けるまで（ビル・ボーゲンズ〈グレッグ・キニア〉）
- ハミングバード（チョイ〈ベネディクト・ウォン〉）
- パラノーマル・アクティビティ2（ダニエル〈ブライアン・ボーランド〉）
- パラノーマル・アクティビティ3（ダニエル〈ブライアン・ボーランド〉）
- バリー・シール/アメリカをはめた男（パブロ・エスコバル〈マウリシオ・メヒア〉）
- パンデミック・アメリカ（マーティ）
- パンドラム（シェパード〈ノーマン・リーダス〉）
- ハンニバル・ライジング（ミルコ〈スティーヴン・ウォルターズ〉）
- ビーチ・シャーク（ジョン・ストーン〈エリック・スコット・ウッズ〉）
- ヒート・ストローク（ポール〈スティーヴン・ドーフ〉）
- ひとまず走れ!（ジヒョン〈イ・ボムス〉）
- 白夜行 -白い闇の中を歩く-（ハン・ドンス〈ハン・ソッキュ〉）
- 不屈の男 アンブロークン（チャールトン・ヒュー・“カップ”・カパーネル〈ジェイ・コートニー〉）
- プールサイド・デイズ（ロディ〈ナット・ファクソン〉）
- フィービー・イン・ワンダーランド（ピーター〈ビル・プルマン〉）
- フェイス・イン・ラブ（アラン〈トーマス・デイ〉）
- 47RONIN（オランダ男）
- PUSH 光と闇の能力者（フック・ウォーターズ〈クリフ・カーティス〉）
- フライト・デスティネーション
- ブラザーサンタ（フレッド・クロース〈ヴィンス・ヴォーン〉）
- ブラック・ハッカー（コード〈ニール・マスケル〉）
- ブラッドレインII（パット・ギャレット〈マイケル・パレ〉）
- プリズン211（アパッチ）
- ブルー・ダイヤモンド（ボリス〈パシャ・D・リチニコフ〉[55]）
- ブレイキング・ニュース（チョン警部補〈ニック・チョン〉）
- ブレイブ ワン
- フロッグ（グレッグ・ハーパー〈ジョン・テニー〉[56]）
- ベガスの恋に勝つルール（スティーヴ・“ヘイター”・ハイダー〈ロブ・コードリー〉）
- HELL（フィリップ）
- ベンジャミン・バトン 数奇な人生（デニス）
- ボーン・アルティメイタム（レイ・ウィルズ〈コーリイ・ジョンソン〉）※ソフト版
- ボーン・スプレマシー ※テレビ朝日追録版
- ボーン・レガシー（レイ・ウィルズ〈コーリイ・ジョンソン〉）
- ホイットニー・ヒューストン/スパークル（サテン〈マイク・エップス〉）
- ホステージ（マイク・アンダース〈ランスフォード・ドハーティ〉）※ソフト版
- ホステージ・オブ・エネミーライン（ラガルト）
- ホビット 竜に奪われた王国（ブラガ〈マーク・ミッチンソン〉）
- ホビット 決戦のゆくえ（ブラガ〈マーク・ミッチンソン〉）
- ボヘミアン・ラプソディ（ジョン・リード〈エイダン・ギレン〉）
- ホワイトハウス・ダウン（ウォレス〈ピーター・ジェイコブソン〉[57]）
- マーベル・シネマティック・ユニバース
  - キャプテン・アメリカ/ウィンター・ソルジャー（パイロット隊長）
  - ガーディアンズ・オブ・ギャラクシー（怒った看守）
  - アントマン（警備員α）
  - ドクター・ストレンジ（ニコデマス・ウエスト〈マイケル・スタールバーグ〉[58]）
  - ドクター・ストレンジ/マルチバース・オブ・マッドネス（ニコデマス・ウエスト〈マイケル・スタールバーグ〉[59]）
- マグダラのマリア（聖ペテロ〈キウェテル・イジョフォー〉）
- マッカーサー（ハーディング将軍〈チャールズ・サイファーズ〉）※ビデオ版
- マックス・ペイン（アメニ刑事）
- ママの遺したラヴソング（リー〈クレイン・クロフォード〉）
- ミスターGO!（ソン・チュンス〈ソン・ドンイル〉[60]）
- Mr.ノーバディ（ハリー・マンセル〈RZA〉）
- ミッション:インポッシブル/ファイナル・レコニング（サーリング国防長官〈ホルト・マッキャラニー〉[61]）
- ミッドウェイ（ジミー・ドゥーリトル中佐〈アーロン・エッカート〉[62]）
- ミニミニ大作戦（レフト・イヤー〈モス・デフ〉）
- メガ・シャークVSジャイアント・オクトパス（アラン〈ロレンツォ・ラマス〉）
- メグ・ライアンの男と女の取扱説明書（イアン〈ティモシー・ハットン〉）
- メン・イン・ブラック（マニー、警官）※日本テレビ版
- モーテル（自動車修理工の男〈イーサン・エンブリー〉）
- モンスター上司（ディーン・MF・ジョーンズ〈ジェイミー・フォックス〉）
  - モンスター上司2
- ユージュアル・ネイバー（リチャード〈マイケル・シャノン〉）
- 勇者たちの戦場（ケアリー・ウィルキンス〈ジェフリー・ノードリング〉）
- ユニバーサル・ソルジャー:リジェネレーション（ケビン・バーク大尉〈マイク・パイル〉）
- リミットレス（ヴァーノン・ギャント〈ジョニー・ホイットワース〉）
- リプレイスメント
- レイジング・インフェルノ（レイ〈リック・ラヴァネロ〉）
- レイヤー・ケーキ（テリー〈テイマー・ハッサン〉）
- レギオン（カイル・ウィリアムズ〈タイリース・ギブソン〉）
- レジェンド・オブ・メダリオン -時空を越えた秘密の島-（コブラ〈マーク・ダカスコス〉）
- REC:レック/ザ・クアランティン（マクリーディ）
- RED/レッド（バーバッカー）
- レボリューション6（ホッテ）
- レンフィールド（ブラウニング〈ジェームズ・モーゼス・ブラック〉[63]）
- ワイルド・スピード MEGA MAX（ジジ〈マイケル・アービー〉）※劇場公開版
- ワイルド・スピード SKY MISSION（マンド）
- 101 ※テレビ朝日版
- ワンス・アポン・ア・タイム・イン・チャイナシリーズ ※ビデオ版
  - ワンス・アポン・ア・タイム・イン・チャイナ/八大天王（ガイ（凌雲階）〈チャン・チョンフォン〉）
  - ワンス・アポン・ア・タイム・イン・チャイナ/無頭将軍（ガイ（凌雲階）〈チャン・チョンフォン〉）
  - ワンス・アポン・ア・タイム・イン・チャイナ/辛亥革命（ガイ（凌雲階）〈チャン・チョンフォン〉）
  - ワンス・アポン・ア・タイム・イン・チャイナ/理想年代（ガイ（凌雲階）〈チャン・チョンフォン〉）

#### ドラマ
- アウトサイダー（クロード・ボルトン〈パディ・コンシダイン〉）
- 悪縁 アギョン（ファン・チョルモク〈パク・ホサン〉）
- アクエリアス 刑事サム・ホディアック（ダニーロ・ホディアク〈デヴィッド・プローヴァル〉）
- アメリカン・ゴシック 〜偽りの一族〜（ギャレット・ホーソーン〈アントニー・スター〉）
- アンダーカバー・ボス5 社長潜入調査（ランディ・デウィット）
- アンダー・ザ・ドーム（ポール・ランドルフ〈ケビン・サイズモア〉）
- アンフォゲッタブル4 完全記憶捜査
- ER XII 緊急救命室 #8（エイドリアン・シアニス〈パオロ・セガンティ〉）
- インテリジェンス（ジョン・ノリス）
- エレメンタリー ホームズ&ワトソン in NY
- NCIS:ニューオーリンズ
- MI-5 英国機密諜報部（アダム・カーター〈ルパート・ペンリー＝ジョーンズ〉）
- おつかれさま（ヤン・グァンシク〈パク・ヘジュン〉[64]）
- GIRLS/ガールズ5（レアード・シュレシンジャー〈ジョン・グラサー〉）
- KAOS/カオス（カロン〈ラモン・ティカラム〉）
- 逆転の女王（ク・ヨンチョル）
- 奇皇后 〜ふたつの愛 涙の誓い〜
- キャッスル 〜ミステリー作家は事件がお好き シーズン4 #21（イーサン・スローター刑事〈アダム・ボールドウィン〉）
- 救命医ハンク セレブ診療ファイル（ロブ・グラント）
- キリング・イヴ/Killing Eve シーズン1（ヴェーバー）
- ギルモア・ガールズ（ダリル）
- グッド・ドクター 名医の条件 シーズン2 #6、シーズン4
- クリミナル・マインド FBI行動分析課
  - シーズン3 #11（マイケル・バランタイン〈ジェフ・コーベット〉）
  - シーズン4 #25 #26（メイソン・ターナー〈ギャレット・ディラハント〉）
  - シーズン5 #19（クライド・ジェントリー保安官助手）
  - シーズン7（マイケル）
  - シーズン8 #17（ジョン・バトラー）
  - シーズン11
- GRIMM/グリム（ハンク・グリフィン刑事〈ラッセル・ホーンズビー〉）
- グレイズ・アナトミー 恋の解剖学（ディグビー・オーウェンズ〈ラッセル・ホーンズビー〉）
- グレイズ・アナトミー8 恋の解剖学（クレイ）
- ゲーム・オブ・スローンズ（ダヴォス・シーワース〈リアム・カニンガム〉）
- 刑事ナッシュ・ブリッジス（ロニー巡査〈ロナルド・ラッセル〉）
- 刑事ヴァランダー 白夜の戦慄（ホックベリ）
- ゴースト・ウォーズ（エドワード・クラーク〈ライアン・ロビンズ〉）
- コールドケース7 ザ・ファイナル（ゴメス曹長〈ジェイミー・ゴメス〉）
- 恋するインターン（マイカ・バーンズ〈マイケル・レイディ〉）
- ゴースト 〜天国からのささやき シーズン2（マーティン・シェア〈リード・ダイアモンド〉）
- ゴシップガール（ラッセル・ソープ〈マイケル・ボートマン〉）
- サバイバー: 宿命の大統領（トム・カークマン〈キーファー・サザーランド〉）※Netflixシーズン1初期配信時のみ
- ザ・パシフィック（J・P・モーガン軍曹〈ジョシュア・ビトン〉）
- THE FIRM ザ・ファーム 法律事務所（アラン・ハーパー）
- ザ・ミドル 〜中流家族のフツーの幸せ（マイク・ヘック〈ニール・フリン〉）
- CSI:マイアミ
  - シーズン1 #12（コール・ジャドソン〈D・B・ウッドサイド〉）
  - シーズン2 #4（ジョン・ウォーカー〈ジョエル・グレッチ〉）
- CSI:科学捜査班（フランク・デイモン）
- CSI:ニューヨーク
  - シーズン4 #4（レオ・タイラー）
  - シーズン5 #14（ウィリー・バートン）
  - シーズン6 #13（アレックス・マーティン）
  - シーズン7 #21（レイモンド・ハリス〈クリフトン・コリンズ・Jr〉）
- CSI:サイバー（トビン〈アンドリュー・ローレンス〉）
- シークレット・アイドル ハンナ・モンタナ（ジョーイ・ヴィトーロ）
- しあわせの処方箋
- シックス・フィート・アンダー（キース・チャールズ〈マシュー・セント・パトリック〉）
- 主任警部アラン・バンクス（ケン・ブラックストーン〈ジャック・ディーム〉）
- 新チャーリーズ・エンジェル（マーサー）
- SUITS/スーツ（クリフォード・ダナー〈ニール・ブラウン・Jr〉）
- スキップ・ビート! 〜華麗的挑戦〜
- スパルタカス（ウァロ〈ジェイ・コートニー〉）
- スーパーナチュラル シーズン3 #5（ギャリソン医師〈クリストファー・カズンズ〉）
- Sense8/センス8（ベンディクス）
- ゾウズ・フー・キル 殺意の深層
- ターミネーター サラ・コナー・クロニクルズ
  - シーズン1（サム〈アンドレ・ロヨ〉）
  - シーズン2 #11（T-888 / マイロン・スターク〈トッド・スタシュウィック〉）
- 大草原の小さな家（アンダース連邦保安官〈ジャック・ギング〉）※NHK BS4K版
- TOUCH/タッチ（オオスギ）
- CHUCK/チャック シーズン2 #15（コール・パーカー〈ジョナサン・ケーキ〉）
- Chewing Gum/チューインガム（ランス〈ティム・ダウニー〉）
- デイビッド・ブレント ライフ・オン・ザ・ロード（ダン・ハーヴェイ〈トム・バズデン〉）
- デスパレートな妻たち3（ジェローム）
- デビアスなメイドたち シーズン2（ハビエル・メンドーサ〈イワン・ヘルナンデス〉）
- トーチウッド 人類不滅の日（男〈C・トーマス・ハウエル〉）
- 24 -TWENTY FOUR- シーズン2（マーカス〈ニック・オファーマン〉）
- トゥルー・コーリング（ガルデス 他）
- トランスポーター ザ・シリーズ #9
- ナース・ジャッキー4
- ナイトシフト3 真夜中の救命医
- ナイト・オブ・キリング 失われた記憶（サリム・カーン〈ペイマン・モアディ〉）
- ナチ・ハンターズ（ロニー・フラッシュ〈ジョシュ・ラドナー〉）
- 西海岸捜査ファイル グレイスランド（セミオン・モギレヴィッチ）
- ニュー・アムステルダム 医師たちのカルテ（ルイス・“ルー”・ナヴァロ〈ホセ・ズニーガ〉）
- PERSON of INTEREST 犯罪予知ユニット（ダグ、ブラッド・ジェニングス）
- バーン・ノーティス 元スパイの逆襲
  - シーズン1（アンドレ〈ローレンス・メイソン〉）
  - シーズン3（リンコン〈ルイス・アントニオ・ラモス〉）
  - シーズン4（ジェフ・テイラー〈マイケル・ジェイス〉）
  - シーズン7（マテオ〈アマウリー・ノラスコ〉）
- バッドランド〜最強の戦士〜（クィン〈マートン・チョーカシュ〉）
- ハンク ‐ちょっと特別なボクの日常‐（スタンレー・ジップツァー〈ニール・フィッツモリス〉[65]）
- 犯罪捜査官ネイビーファイル シーズン10 #9（ベントンFBI特別捜査官〈D・B・ウッドサイド〉）
- PAN AM/パンナム（リチャード・パークス〈ジェレミー・デヴィッドソン〉）
- V.I.P.（ヒラタ・ザ・ブラック〈ロン・ユアン〉）
- ビクトリアス
- FARGO/ファーゴ:カンザスシティ（“デフィー”・ウィックウェア〈ティモシー・オリファント〉[66]）
- フォー・シーズンズ（ジャック〈ウィル・フォーテ〉）
- フォーティチュード/極寒の殺人鬼（ユージン・モートン〈スタンリー・トゥッチ〉[67]）
- フォーリング スカイズ（ダナー中尉〈ディエゴ・クラテンホフ〉）
- プライベート・プラクティス 迷えるオトナたち
  - シーズン3 #4（タイ〈チャールズ・マリック・ホイットフィールド〉）
  - シーズン4 #19（ビリー・ダグラス）
  - シーズン5 #6（ジェイソン）
- ブラインドスポット タトゥーの女
- THE BLACKLIST/ブラックリスト
  - シーズン1（FBI捜査官、警備員）
  - シーズン2 #6（ピーター・キンケイド〈デイヴィッド・アーロン・ベイカー〉）
- フラッシュポイント 特殊機動隊SRU（ワーズワース）
- プリズン・ブレイク（クリス）
  - シーズン5（クロス〈TJ・ラミーニ〉）
- FRINGE/フリンジ（サム・ワイス〈ケヴィン・コリガン〉）
- ブロードチャーチ〜殺意の町〜（ジョー・ミラー〈マシュー・グラヴェル〉）※WOWOW版
- BONES
  - シーズン3（ガース・ジョドリー）
  - シーズン6 #19（ウォルター・シャーマン〈ジェフ・スタルツ〉）
  - シーズン8 #17（ガルシア）
  - シーズン10 #19（サンジャール・ザマーニ巡査）
  - シーズン11 #8（ホテルのボーイ）
- ホワイトカラー
  - シーズン1 #3（スティーブ〈デュエイン・マクラフリン〉）
  - シーズン3 #5（ジェラルド・ジェームソン〈ジョナサン・シルヴァーマン〉）
- ホワイトチャペル3 終わりなき殺意（カルビン・マンタス）
- マードック・ミステリー 〜刑事マードックの捜査ファイル〜（レオポルド・ロマノフ）
- マーベル・シネマティック・ユニバース
  - ジェシカジョーンズ（オスカー・アロチョ〈J・R・ラミレス〉）
  - パニッシャー（デヴィッド・リーバーマン / マイクロ）
  - ロキ（メビウス〈オーウェン・ウィルソン〉[68]）
- MACGYVER/マクガイバー（カール）
- 魔術師 MERLIN シーズン2 #4（ケンドリック）
- ミッシング（ダックス・ミラー〈クリフ・カーティス〉）
- 名探偵モンク4
- 名探偵モンク8（リチャード・メックラー社長〈レックス・メドリン〉）
- THE MENTALIST メンタリストの捜査ファイルシリーズ
  - シーズン1 #19（フレディ・ロッシーニ / フレデリック・ロス）
  - シーズン2 #14（フランク・ロドリゲス〈デヴィッド・バレラ〉）
  - シーズン3 #12（アーサー・コフィ / ラルフ・マーサー〈サイラス・ウィアー・ミッチェル〉）
  - シーズン4 #3（ディーク・ハットン〈ブライアン・マクナマラ〉）
- メディア王 〜華麗なる一族〜（コナー・ロイ〈アラン・ラック〉）
- ヤングスーパーマン シーズン8（ジョー・シモンズ〈フィル・モリス〉）
- ライ・トゥ・ミー 嘘は真実を語る（ポール・アロンソン護衛官、ハットンFBI捜査官）
- ラスベガス（レイ・アバゾン〈ジェイ・アコヴォーン〉）
- ランドスケーパーズ 秘密の庭（ポール・ウィルキー〈サミュエル・アンダーソン〉）
- リゾーリ&アイルズ2（レイ・マーフィー〈クリス・ネルソン・ノリス〉）
- リミットレス（ジャロッド・サンズ〈コリン・サーモン〉）
- LAW&ORDER:クリミナル・インテント（ルーカス・コルター）
- ワンス・アポン・ア・タイム

#### アニメ
不明
- リセス 〜ぼくらの休み時間〜

2001年
- タイニー・トゥーンズ 真夜中の怪（ショーン）

2007年
- ザ・リプレイス 大人とりかえ作戦（コンラッド・フリーム）

2009年
- スター・ウォーズ/クローン・ウォーズ（イース・コス）

2011年
- カーズ2（アレクサンドル・ヒューゴ）

2012年
- アルティメット・アベンジャーズ（キャプテン・アメリカ / スティーブ・ロジャース）
- アルティメット・アベンジャーズ2:ブラック・パンサー・ライジング（キャプテン・アメリカ / スティーブ・ロジャース）

2014年
- プレーンズ2/ファイアー&レスキュー（ニック・ルーピン・ロペス）
- メガマインド

2015年
- アルティメット・スパイダーマン（エレクトロ）

2016年
- アルティメット・スパイダーマンVSシニスターシックス（エレクトロ）
- サンダーバード ARE GO（バニーノ）

2017年
- 悪魔城ドラキュラ -キャッスルヴァニア-（バーリー）

2023年
- ザ・スーパーマリオブラザーズ・ムービー

2024年
- 百妖譜（賭博場の主人）
- LEGO ピクサー:ブリックトゥーンズ #3（Mr. インクレディブル / ロバート〈ボブ〉・パー）

### ナレーション
- 花鳥風月…そして魚（釣りビジョン）
- サイエンスミステリー（フジテレビ）
- 早川光の最高に旨い寿司（BS12 トゥエルビ）

### ボイスオーバー
- 地球ドラマチック（NHK教育）
  - 「新種の生き物を探せ 〜マダガスカル 秘境の谷〜」（2012年）
  - 「北米五大湖」（2013年）
  - 「奇跡の生還に導く声 〜“守護天使”の正体は?〜」（2013年）
  - 「大忙し!海の動物病院」（2015年）
  - 「冥王星に大接近!〜ニューホライズンズの旅〜」（2015年）
- ディスカバリーチャンネル（CSチャンネル）
- BS世界のドキュメンタリー（NHK-BS1）
- TXNニュースアイ（テレビ東京）
- マーサ・スチュワート・リビング（CSチャンネル）
- ロイヤル・スキャンダル 〜エリザベス女王の苦悩〜（2012年、NHK-BSプレミアム）
- ワールドビジネスサテライト（テレビ東京）

### テレビドラマ
- 大江戸捜査網
- 火曜サスペンス劇場
  - 車内禁煙殺人事件（1984年）
  - 女弁護士・高林鮎子20「豊肥本線早春の死角」（1997年）
- 新春ミステリースペシャル「花迷宮2 上海からきた女」（1991年）
- 信長　KING OF ZIPANGU（1992年） - 使者
- 世にも奇妙な物語 春の特別編（1992年）

### 映画
- 天と地と（1990年）

### 特撮
- ウルトラシリーズ
  - ウルトラマンティガ 第16話「よみがえる鬼神」（1996年） - 巡査
  - ウルトラマンダイナ 第25話・第26話「移動要塞（クラーコフ）浮上せず!（前・後編）」（1998年） - ハラシマ職員
- スーパー戦隊シリーズ
  - 烈車戦隊トッキュウジャー（2014年） - サーベルシャドーの声
  - 警察戦隊パトレンジャー Feat. 快盗戦隊ルパンレンジャー 〜もう一人のパトレン2号〜（2018年） - ゾニック・リーの声[69]
  - 王様戦隊キングオージャー（2023年 - 2024年） - デズナラク8世の声[70][71]

### 舞台
- 劇団砂利夢公演「泣くなドン・キホーテ」（1988年）
- あなたとX'mas 〜賢プロおもちゃ箱 Part2〜（2004年） - 大下課長 役
- スマイルプリキュア! ミュージカルショー（2012年） - ウルフルン 役
- 演劇工房N・Y企画 旗揚げ公演「他人の目」（2017年） - チャールズ 役

### その他コンテンツ
- DJCD バクマン。 WEBラジオ「〜バクマン。放送局〜ラジマン。」金未来杯編 Vol.2
- ABUアジア子どもドラマシリーズ2016（NHK教育）
- ディズニー・オン・アイス（Mr. インクレディブル / ロバート〈ボブ〉・パー）
- ピクサー・プレイタイム（Mr. インクレディブル / ロバート〈ボブ〉・パー）

### シリーズ一覧
1. ↑  第1期（2000年 - 2001年）、第2期『New Challenger』（2009年）
2. ↑  第1期（2001年）、第2期『Z』（2002年）、第3期『A』（2002年）、第4期『X』（2004年）
3. ↑  第3シリーズ『Stream』（2005年）、第4シリーズ『BEAST』（2006年）
4. ↑  『流星のロックマン』（2006年 - 2007年）、続編『流星のロックマン トライブ』（2007年 - 2008年）
5. ↑  第1作（2007年）、第2作『ハヤテのごとく!!』（2009年）
6. ↑  第1期（2008年）、第2期『MAX』（2010年）
7. ↑  第1期（2011年）、第2期（2011年 - 2012年）、第3期（2012年 - 2013年）
8. ↑  第1期（2017年）、第2期『2』（2021年）
9. ↑  『アレスの天秤』（2018年）、続編『オリオンの刻印』（2018年）
10. ↑  第1期（2018年 - 2019年）、第3期（2024年）
11. ↑  『バニーガール先輩』（2018年）、『サンタクロース』（2025年）
12. ↑  第1シーズン（2020年）、第2シーズン（2021年）
13. ↑  第1クール（2022年）、第2クール『-訣別譚-』（2023年）

### 初出話一覧
1. ↑  第3シリーズ 第36話初出
2. ↑  第4シリーズ 第21話初出
3. 1 2 3 4 5  第1話初出
4. ↑  サンタクロース 第6話初出
5. ↑  バニーガール先輩 第10話初出
6. 1 2  第6話初出
7. ↑  第16話初出
8. ↑  第10話初出
9. ↑  第12話初出
10. 1 2  第4話初出
11. ↑  第2話初出